# Ulica Mirowska w Częstochowie
Ulica Mirowska – ulica w Częstochowie przebiegająca przez Stare Miasto, Zawodzie-Dąbie i Mirów. Rozciąga się pomiędzy placem Daszyńskiego a ulicą Mstowską.

## Przebieg
Ulica zaczyna się na Starym Mieście, u zbiegu placu Daszyńskiego, Starego Rynku oraz ulicy Warszawskiej i biegnie na wschód. Początkowa część ulicy, do ulicy Złotej, jest gęsto zabudowana. Na tym odcinku położone są między innymi: część Miejskiego Szpitala Zespolonego (dawny Szpital im. L. Rydygiera), zbudowana w 1925 roku elektrownia oraz więzienie.
Następnie ulica przechodzi przez Złotą Górę. Ta część ulicy jest praktycznie niezabudowana, w sąsiedztwie ulicy znajdują się między innymi ogródki działkowe. Dalsza część ulicy biegnie przez zabudowę jednorodzinną Mirowa. Ulica kończy się na skrzyżowaniu z ulicą Turystyczną, gdzie przechodzi w ulicę Mstowską.